# Insígnia de les Llanxes Ràpides
La Medalla de les Llanxes Ràpides (alemany: Schnelboot-Kriegsabzeichen) era una distinció de la Kriegsmarine alemanya, creada el 30 de maig del 1941 per a ser atorgada a la tripulació de torpediners alemanys. Era atorgada per:
- Participació en 12 o més accions
- Ser ferit en acció, o
- Haver enfonsat un vaixell en acció, o
- Dur a terme accions més enllà del sentit del deure

Durant la guerra, els Aliats es referien a les llanxes torpedineres alemanyes com "E-boats" o "vaixells enemics" i aquest terme ha perdurat. De fet, l'abreviació correcta era "S-Boot" (Schnellboot, o "llanxa ràpida").
En un inici, les tripulacions de les E-boats rebien la Insígnia de Guerra dels Destructors, però al maig del 41 es creà aquesta insígnia independent.
El 1943 el disseny de la insígnia va modificar-se perquè hi aparegués el nou model de llanxa.
Una variant especial amb diamants podia ser atorgada a comandant d'èxit extraordinari, i va ser atorgada pel Groβadmiral Dönitz als següents capitans (tots ells posseïdors de la Creu de Cavaller amb Fulles de Roure):
- Kapitänleutnant Werner Töniges (16/12/1942)
- Oberleutnant zur See Siegfried Wuppermann (14/04/1943)
- Korvettenkapitän Friedrich Kemnade (27/05/1943)
- Korvettenkapitän Georg Christiansen (13/11/1943)
- Korvettenkapitän Bernd Klug (01/01/1944)
- Korvettenkapitän Klaus Feldt (01/01/1944)
- Kapitän zur See Rufolf Petersen (13/06/1944)
- Kapitänleutnant Götz Freiherr von Mirbach (14/06/1944)

És curiós que von Mirbach guanyà la seva insígnia de diamants com a comandant d'una flotilla de llanxes ràpides que atacà diverses llanxes de desembarcament americanes mentre que participaven en un exercici a la costa sud d'Anglaterra al maig de 1944 mentre que entrenaven pels desembarcaments del Dia-D. Uns 900 americans van morir en l'anomenada "Batalla de Slapton Sands", que romangué en secret fins a inicis de la dècada dels 80.

## Disseny
- Primer disseny: Una E-Boat lliscant per damunt del mar, amb una corona de fulles de roure al voltant. La llanxa té l'aparença de venir a través de la corona, de dreta a esquerra. La llanxa té un acabat en platejat, el mar en blau metal·litzat, amb les crestes de les onades en platejat. La corona té un acabat en daurat, i consisteix en 7 parelles de fulles de roure. A la part inferior hi ha una cinta que uneix els dos costats de la corona; i a la superior, l'emblema nacional, format per una àliga amb les ales obertes i una esvàstica a les urpes. Se subjecta mitjançant una agulla horitzontal. Les mides màximes són 57mm d'alt i 45mm d'ample.
- Segon disseny: L'esquema bàsic de la insígnia és el mateix. La banda central que uneix la corona és més pronunciada. La diferència més visible és que el disseny de la llanxa és més modern, i que aquest sobrepassa la corona pel costat esquerre, així com que hi ha una tercera onada que també sobrepassa la corona per la dreta. Les mides màximes són 60mm d'alt i 53mm d'ample.